# Le voyage en ballon
Le voyage en ballon è un film del 1960 diretto da Albert Lamorisse.